# Pro Patria et Libertate Unione degli Sports Bustesi 1931-1932
Questa voce raccoglie le informazioni riguardanti la Pro Patria et Libertate nelle competizioni ufficiali della stagione 1931-1932.

## Stagione
Dopo il decennio di presidenza di Carlo Marcora, il nuovo presidente della Pro Patria è l'imprenditore bustese Luigi Cozzi. La Pro Patria con 31 punti coglie la decima posizione. Nel corso del torneo si mettono in evidenza Masera, Monza ed Agosteo. A metà campionato l'allenatore Bekey viene sostituito da Leopoldo Conti l'ala destra bustocca, che svolge il doppio incarico di giocatore e allenatore.

## Organigramma societario
- Presidente: Grand'Ufficiale Luigi Cozzi
- Vicepresidente: Giuseppe Rossi
- Consiglieri: Riccardo Bottigelli, Enrico Bottigelli Dott. Carlo Caimi, Arch. Paolo Candiani, Pio Garavaglia
- Direttore tecnico: Imre János Bekey
- Preparatore atletico: Carlo Speroni

## Rosa
| N. |                   | Ruolo | Calciatore          |
| -- | ----------------- | ----- | ------------------- |
|    | Italia (bandiera) | P     | Nicolino Latella    |
|    | Italia (bandiera) | P     | Gaetano Colombo III |
|    | Italia (bandiera) | D     | Alfredo Monza       |
|    | Italia (bandiera) | D     | Aldo Borsani        |
|    | Italia (bandiera) | D     | Angelo Albertoni    |
|    | Italia (bandiera) | D     | Paolo Agosteo       |
|    | Italia (bandiera) | D     | Pio Mara            |
|    | Italia (bandiera) | D     | Giuseppe Arnoldi    |
|    | Italia (bandiera) | C     | Angelo Giani        |
|    | Italia (bandiera) | C     | Gastone Cazzaniga   |
|    | Italia (bandiera) | C     | Pierino Luraghi     |

| N. |                   | Ruolo | Calciatore           |
| -- | ----------------- | ----- | -------------------- |
|    | Italia (bandiera) | A     | Mario Dalfini        |
|    | Italia (bandiera) | A     | Italo Rossi          |
|    | Italia (bandiera) | A     | Benedetto Stella     |
|    | Italia (bandiera) | A     | Adolfo Dusi          |
|    | Italia (bandiera) | A     | Leopoldo Conti       |
|    | Italia (bandiera) | A     | Natale Masera        |
|    | Italia (bandiera) | A     | Giovanni Colombo I   |
|    | Italia (bandiera) | A     | Carlo Azzimonti      |
|    | Italia (bandiera) | A     | Vittorio Grilli      |
|    | Italia (bandiera) | A     | Pietro Giovanni Toja |

## Risultati

### Serie A

#### Girone di andata
| Arbitro: | Bartolini (Pisa) |

|               |           |            |
| Cazzaniga 75’ | Marcatori | 40’ Maglio |

| Arbitro: | Carraro (Padova) |

|               |           |             |
| De Pietri 35’ | Marcatori | 57’ Dalfini |

| Arbitro: | Gonani (Ravenna) |

|  |           |                            |
|  | Marcatori | 34’ Vollono 47’ Castellani |

| Arbitro: | Mastellari (Bologna) |

|            |           |                          |
| Guarisi 8’ | Marcatori | 44’ Cazzaniga 63’ Stella |

| Arbitro: | Turbiani (Ferrara) |

|           |           |  |
| Piola 15’ | Marcatori |  |

| Arbitro: | Carraro (Padova) |

|                |           |                                   |
| Masera 18’ 78’ | Marcatori | 81’ Ferraris IV 84’ Chini Ludueña |

| Arbitro: | Beretta (Novi Ligure) |

|                   |           |             |
| Alice 47’ Gay 57’ | Marcatori | 62’ Rossi I |

| Arbitro: | Melandri (Genova) |

|                                             |           |             |
| Libonatti 13’ Latella 28’ (aut.) Silano 42’ | Marcatori | 40’ Rossi I |

| Busto Arsizio 22 novembre 1931 9ª giornata | Pro Patria       | 0 – 0 | Brescia | Stadio Comunale\| Arbitro: \| Gonani (Ravenna) \| |
| Arbitro:                                   | Gonani (Ravenna) |       |         |                                                   |

| Arbitro: | Dani (Genova) |

|                            |           |              |
| Dalfini 48’ Masera 66’ 70’ | Marcatori | 50’ Demarchi |

| Arbitro: | Turbiani (Ferrara) |

|       |           |  |
| Pitto | Marcatori |  |

| Arbitro: | Bevilacqua (Viareggio) |

|  |           |                        |
|  | Marcatori | 17’ Baldi 60’ Schiavio |

| Arbitro: | Pessato (Monfalcone) |

|                       |           |                     |
| Conti 57’ Rossi I 66’ | Marcatori | 85’ (rig.) Cattaneo |

| Arbitro: | Bertoli (Vicenza) |

|              |           |             |
| Magnozzi 71’ | Marcatori | 14’ Rossi I |

| Busto Arsizio 10 gennaio 1932 15ª giornata | Pro Patria       | 0 – 0 | Napoli | Stadio Comunale\| Arbitro: \| Carraro (Padova) \| |
| Arbitro:                                   | Carraro (Padova) |       |        |                                                   |

| Arbitro: | Mastellari (Bologna) |

|                                         |           |             |
| Banchero I 8’ 20’ Carpi 33’ Esposto 82’ | Marcatori | 17’ Rossi I |

| Arbitro: | Scarpi (Dolo) |

|                             |           |                   |
| Demaria 21’ 48’ Rivolta 74’ | Marcatori | 86’ Mario Dalfini |

#### Girone di ritorno
| Arbitro: | Biancone (Roma) |

|                                                                  |           |                           |
| Vecchina 29’, 31’, 85’ Munerati 36’ Orsi 64’, 90’ Varglien I 68’ | Marcatori | 35’, 78’ (rig.) Cazzaniga |

| Arbitro: | Gonani (Ravenna) |

|                         |           |          |
| Stella 3’, 8’ Conti 35’ | Marcatori | 30’ Aimi |

| Trieste 21 febbraio 1932 20ª giornata | Triestina    | 0 – 0 | Pro Patria | Stadio Montebello\| Arbitro: \| Sassi (Roma) \| |
| Arbitro:                              | Sassi (Roma) |       |            |                                                 |

| Arbitro: | Carraro (Padova) |

|             |           |             |
| Dalfini 12’ | Marcatori | 33’ Demaría |

| Arbitro: | Lenti (Genova) |

|                        |           |           |
| Dalfini 15’ Stella 41’ | Marcatori | 19’ Piola |

| Roma 13 marzo 1932 23ª giornata | Roma                  | 0 – 0 | Pro Patria | Campo Testaccio\| Arbitro: \| Beretta (Novi Ligure) \| |
| Arbitro:                        | Beretta (Novi Ligure) |       |            |                                                        |

| Arbitro: | Mazzarini (Roma) |

|                      |           |                                |
| Giani 5’ Rossi I 79’ | Marcatori | 65’ (aut.) Agosteo 73’ Rossini |

| Arbitro: | Scorzoni (Bologna) |

|                        |           |           |
| Stella 54’ Rossi I 88’ | Marcatori | 79’ Prato |

| Brescia 17 aprile 1932 26ª giornata | Brescia         | 0 – 0 | Pro Patria | Stadium di Viale Piave\| Arbitro: \| Mattea (Torino) \| |
| Arbitro:                            | Mattea (Torino) |       |            |                                                         |

| Arbitro: | Lenti (Genova) |

|             |           |                      |
| Gardini 24’ | Marcatori | 43’ Rossi I 70’ Dusi |

| Arbitro: | Sassi (Roma) |

|  |           |                       |
|  | Marcatori | 43’, 65’, 75’ Petrone |

| Arbitro: | Ciaccio (Taranto) |

|                                       |           |  |
| Fedullo 17’ Maini 23’, 87’ Ottani 58’ | Marcatori |  |

| Arbitro: | Mazzarini (Roma) |

|                                  |           |                   |
| Notti 25’, 50’ Marchina 33’, 39’ | Marcatori | 86’ (rig.) Stella |

| Arbitro: | Bevilacqua (Viareggio) |

|                       |           |  |
| Dalfini 8’ Masera 47’ | Marcatori |  |

| Arbitro: | Gonani (Ravenna) |

|               |           |               |
| Innocenti 37’ | Marcatori | 86’ Cazzaniga |

| Arbitro: | Pessato (Monfalcone) |

|                       |           |  |
| Stella 27’ Masera 78’ | Marcatori |  |

| Arbitro: | Salvagno (Trieste) |

|             |           |              |
| Dalfini 44’ | Marcatori | 54’ Biassoni |

## Statistiche

### Statistiche di squadra
| Competizione | Punti | In casa | In casa | In casa | In casa | In casa | In casa | In trasferta | In trasferta | In trasferta | In trasferta | In trasferta | In trasferta | Totale | Totale | Totale | Totale | Totale | Totale | DR  |
| Competizione | Punti | G       | V       | N       | P       | Gf      | Gs      | G            | V            | N            | P            | Gf           | Gs           | G      | V      | N      | P      | Gf     | Gs     | DR  |
| ------------ | ----- | ------- | ------- | ------- | ------- | ------- | ------- | ------------ | ------------ | ------------ | ------------ | ------------ | ------------ | ------ | ------ | ------ | ------ | ------ | ------ | --- |
| Serie A      | 31    | 17      | 7       | 7       | 3       | 23      | 19      | 17           | 2            | 6            | 9            | 14           | 36           | 34     | 9      | 13     | 12     | 37     | 55     | -18 |

### Statistiche dei giocatori
| Giocatore        | Serie A  | Serie A |
| Giocatore        | Presenze | Reti    |
| ---------------- | -------- | ------- |
| P. Agosteo       | 28       | 0       |
| A. Albertoni     | 29       | 0       |
| G. Arnoldi       | 2        | 0       |
| C. Azzimonti     | 3        | 0       |
| A. Borsani       | 31       | 0       |
| G. Cazzaniga     | 19       | 5       |
| G. Colombo (III) | 5        | -6      |
| G. Colombo       | 9        | 0       |
| L. Conti         | 21       | 2       |
| M. Dalfini       | 34       | 7       |
| A. Dusi          | 25       | 1       |
| A. Giani         | 28       | 1       |
| V. Grilli        | 2        | 0       |
| N. Latella       | 29       | -49     |
| P. Mara          | 7        | 0       |
| N. Masera        | 11       | 6       |
| A. Monza         | 34       | 0       |
| I. Rossi         | 31       | 8       |
| B. Stella        | 25       | 7       |
| P. Toja          | 1        | 0       |